# Short track ai VI Giochi asiatici invernali - 500 metri maschili
La specialità dei 500 metri maschili di short track dei VI Giochi asiatici invernali si è svolta il 30 gennaio 2007 al  Changchun Wuhuan Gymnasium di Changchun, in Cina.

## Risultati
Legenda
- DNS — Non partito
- DSQ — Squalificato

### Batterie

#### Gruppo 1
| Class | Atleta                       | Tempo  | Note |
| ----- | ---------------------------- | ------ | ---- |
| 1     | Kim Byeong-jun (KOR)         | 43.209 | Q    |
| 2     | Junji Itō (JPN)              | 43.312 | Q    |
| 3     | Nurbergen Zhumagaziyev (KAZ) | 44.815 | Q    |
| 4     | Om Chol (PRK)                | 45.123 |      |

#### Gruppo 2
| Class | Atleta                      | Tempo    | Note |
| ----- | --------------------------- | -------- | ---- |
| 1     | Song Kyung-taek (KOR)       | 42.754   | Q    |
| 2     | Satoru Terao (JPN)          | 42.933   | Q    |
| 3     | Azamat Sultanaliyev (KAZ)   | 46.392   | Q    |
| 4     | Gantömöriin Mönkhdorj (MGL) | 1:01.038 |      |

#### Gruppo 3
| Class | Atleta                    | Tempo  | Note |
| ----- | ------------------------- | ------ | ---- |
| 1     | Hu Ze (CHN)               | 42.610 | Q    |
| 2     | Ahn Hyun-soo (KOR)        | 42.617 | Q    |
| 3     | Artur Sultangaliyev (KAZ) | 44.405 | Q    |
| 4     | Lin Chueh (TPE)           | 46.585 |      |

#### Gruppo 4
| Class | Atleta                       | Tempo  | Note |
| ----- | ---------------------------- | ------ | ---- |
| 1     | Liu Xiaoliang (CHN)          | 43.525 | Q    |
| 2     | Tsai Ping-yuan (TPE)         | 46.677 | Q    |
| 3     | Ganbatyn Mönkh-Amidral (MGL) | 51.828 | Q    |

#### Gruppo 5
| Class | Atleta                  | Tempo  | Note |
| ----- | ----------------------- | ------ | ---- |
| 1     | Li Ye (CHN)             | 42.650 | Q    |
| 2     | Satoshi Sakashita (JPN) | 42.826 | Q    |
| 3     | Han Sang-guk (PRK)      | 44.159 | Q    |
| 4     | Cheng Yi-lun (TPE)      | 44.378 |      |

### Quarti di finale

#### Gruppo 1
| Class | Atleta               | Tempo  | Note |
| ----- | -------------------- | ------ | ---- |
| 1     | Hu Ze (CHN)          | 42.510 | Q    |
| 2     | Satoru Terao (JPN)   | 42.659 | Q    |
| 3     | Tsai Ping-yuan (TPE) | 46.118 |      |

#### Gruppo 2
| Class | Atleta                    | Tempo  | Note |
| ----- | ------------------------- | ------ | ---- |
| 1     | Ahn Hyun-soo (KOR)        | 42.180 | Q    |
| 2     | Li Ye (CHN)               | 42.194 | Q    |
| 3     | Junji Itō (JPN)           | 42.308 |      |
| 4     | Azamat Sultanaliyev (KAZ) | 57.724 |      |

#### Gruppo 3
| Class | Atleta                       | Tempo  | Note |
| ----- | ---------------------------- | ------ | ---- |
| 1     | Song Kyung-taek (KOR)        | 42.655 | Q    |
| 2     | Han Sang-guk (PRK)           | 43.212 | Q    |
| 3     | Satoshi Sakashita (JPN)      | 44.246 |      |
| 4     | Nurbergen Zhumagaziyev (KAZ) | 45.168 |      |

#### Gruppo 4
| Class | Atleta                       | Tempo  | Note |
| ----- | ---------------------------- | ------ | ---- |
| 1     | Kim Byeong-jun (KOR)         | 42.919 | Q    |
| 2     | Liu Xiaoliang (CHN)          | 42.950 | Q    |
| 3     | Artur Sultangaliyev (KAZ)    | 44.473 |      |
| —     | Ganbatyn Mönkh-Amidral (MGL) | DNS    |      |

### Semifinali

#### Gruppo 1
| Class | Atleta               | Tempo  | Note |
| ----- | -------------------- | ------ | ---- |
| 1     | Li Ye (CHN)          | 41.889 | QA   |
| 2     | Ahn Hyun-soo (KOR)   | 41.966 | QA   |
| 3     | Kim Byeong-jun (KOR) | 42.273 | QB   |
| 4     | Han Sang-guk (PRK)   | 42.639 | QB   |

#### Gruppo 2
| Class | Atleta                | Tempo  | Note |
| ----- | --------------------- | ------ | ---- |
| 1     | Hu Ze (CHN)           | 42.559 | QA   |
| 2     | Song Kyung-taek (KOR) | 42.645 | QA   |
| 3     | Liu Xiaoliang (CHN)   | 42.719 | QB   |
| 4     | Satoru Terao (JPN)    | 42.893 | QB   |

### Finali

#### Finale B
| Class | Atleta               | Tempo  |
| ----- | -------------------- | ------ |
| 1     | Kim Byeong-jun (KOR) | 43.208 |
| 2     | Liu Xiaoliang (CHN)  | 43.420 |
| —     | Satoru Terao (JPN)   | DSQ    |
| —     | Han Sang-guk (PRK)   | DNS    |

#### Finale A
| Class   | Atleta                | Tempo  |
| ------- | --------------------- | ------ |
| Oro     | Hu Ze (CHN)           | 42.042 |
| Argento | Song Kyung-taek (KOR) | 42.167 |
| Bronzo  | Li Ye (CHN)           | 56.119 |
| —       | Ahn Hyun-soo (KOR)    | DSQ    |